# Шумица
Шумица је североисточни део града Зрењанина има око 5.000 становника. Насељена је углавном у деветнаестом и двадесетом веку. Назив јој вероватно потиче од мале приградсек шуме која је ту постојала. У Шумицу, као шири појам се данас убрајају и нека друга насеља, старија од Шумице у ужем географском смуслу. То су: Златна Греда и Борђош. Ова три насеља су била три насеља која су насељена отпуштеним Србима граничарима из војне службе после распуштања Потиско-поморишке војне границе. 
После демократских промена 2000. године, становници насеља Борђош су покушали да се одвоје од МЗ Шумице и оснују сопствену месну заједницу. Сепаратистички покрет борђошана су већински становници Шумице угушили у свађи.
Североисточно од „Шумице“ се налази зрењанински манастир Свете Меланије, којег је подигао банатски владика Георгије Летић као своју задужбину и познато излетиште „Мотел“. 
У оквиру Шумице је и спомен-парк, стратиште родољуба и партизана које су стрељали фашисти током Другог светског рата. На том месту је 6. маја 1941. године донета одлука о организовању устанка против немачког окупатора на тим просторима.